# Martin Ferrero
Martin Ferrero est un acteur américain né le 29 septembre 1947 à Brockport, New York.

## Biographie
Martin Ferrero est né à Brockport (New York). Il rejoint le California Actors Theater de Los Gatos en Californie. En 1979, il part à Los Angeles pour commencer sa carrière à Hollywood.
Après avoir décroché des petits rôles dans de nombreuses séries télévisées telles que Soap, Capitaine Furillo, Arnold et Willy ou encore Les Jours heureux, il décroche un rôle dans l'épisode pilote de Deux Flics à Miami. Il y tient le rôle de Trini DeSoto. Mais il incarnera finalement le personnage d'Izzy Moreno, un indic' qui apparaîtra à plusieurs reprises dans les 5 saisons de la série jusqu'en 1990.
En parallèle, il continue d'apparaître dans d'autres séries comme Les Incorruptibles de Chicago, Clair de lune ou encore La Loi de Los Angeles.
Il décroche de petits rôles au cinéma, par exemple dans Un ticket pour deux (1987) de John Hughes puis dans L'embrouille est dans le sac (1991) de John Landis avec Sylvester Stallone, qu'il retrouvera dans Arrête ou ma mère va tirer! (1992).
Il se fait surtout connaître du grand public en 1993 grâce à Jurassic Park de Steven Spielberg où il incarne le lâche et cupide avocat Donald Gennaro.
En 1995, il tient un petit rôle dans Get Shorty, Stars et Truands aux côtés de John Travolta, et dans Heat de Michael Mann.
Il retrouve ensuite Don Johnson, son ancien partenaire dans Deux Flics à Miami, le temps d'un épisode de Nash Bridges en 1996.
Il apparaît ensuite dans les séries The Practice : Bobby Donnell et Associés et X-Files.
En 2000, il joue dans le 3e volet de la saga Air Bud puis incarne Angelo Dundee, l'entraîneur de Mohamed Ali, dans le téléfilm Ali - Un héros, une légende.
Sa dernière apparition au cinéma est dans Le Tailleur de Panama, sorti en 2001.
Depuis 2008, Ferrero est membre de la Compagnie Antaeus, une compagnie de théâtre classique basée à Los Angeles.

## Filmographie
Sauf indication contraire, les informations mentionnées dans cette section peuvent être confirmées par la base de données cinématographiques IMDb,  présente dans la section « Liens externes ».
- 1979 : The Ropers - Saison 2, épisode 6 : un vendeur
- 1979 : Soap - Saison 3, épisode 6 : un serveur
- 1980 : The White Shadow - Saison 2, épisode 23 : un joueur de billard
- 1981 : The Incredible Shrinking Woman de Joel Schumacher : un garde
- 1981 : Knightriders de George A. Romero : Bontempi
- 1981-1985 : Capitaine Furillo (Hill Street Blues) - 5 épisodes : Robber / M. Sybert / The Cisco Kid / Alan Bradford
- 1982 : Mork and Mindy - Saison 4, épisode 15 : Fuca
- 1982 : Je me fais du cinéma (I Ought to Be in Pictures) de Herbert Ross : Monte Del Rey
- 1982 : Joanie aime Chachi (Joanie loves Chachi) - Saison 2, épisode 7 : M. Bresner
- 1983 : Newhart - Saison 1, épisode 21
- 1983 : Arnold et Willy (Diff'rent Strokes) - Saison 6, épisode 2 : Coach
- 1983-1984 : Les Jours heureux (Happy Days) - 2 épisodes : Omar
- 1984 : Alice - Saison 9, épisode 1 : Bart
- 1984-1989 : Deux Flics à Miami (Miami Vice) - 23 épisodes : Trini DeSoto / Izzy Moreno
- 1985 : Cheers - Saison 3, épisode 25 : Serveur
- 1986 : Gung Ho, du saké dans le moteur (Gung Ho) de Ron Howard : Crandall
- 1986 : Le mal par le mal (Band of the Hand) de Paul Michael Glaser : un employé (non crédité)
- 1986 : Les Incorruptibles de Chicago (Crime Story) - Saison 1, épisodes 1[1] et 5 : Ignacio
- 1986 : Clair de lune (Moonlighting) - Saison 3, épisode 4
- 1986 : Modern Girls de Jerry Kramer : le réalisateur du clip
- 1987 : The Bronx Zoo - Saison 1, épisode 3 : Anton Zemeckis
- 1987 : Un ticket pour deux (Planes, Trains & Automobiles) de John Hughes : un employé du motel
- 1988 : La Loi de Los Angeles (L.A. Law) - Saison 2, épisode 19 : Julius Goldfarb
- 1988 : High Spirits (Les fantômes sont cinglés) de Neil Jordan : Malcolm
- 1990-1991 : Le bluffeur (Shannon's Deal) - 9 épisodes : Lou Gondolf
- 1991 : L'embrouille est dans le sac (Oscar) de John Landis : Luigi Finucci
- 1991 : Dream On - Saison 2, épisode 1 : Dr Falco
- 1992 : Arrête ou ma mère va tirer ! (Stop! Or My Mom Will Shoot) de Roger Spottiswoode : Paulie
- 1993 : Reckless Kelly de Yahoo Serious : Ernie le fan
- 1993 : Jurassic Park de Steven Spielberg : Donald Gennaro
- 1995 : Get Shorty, Stars et Truands (Get Shorty) de Barry Sonnenfeld : Tommy Carlo
- 1995 : Heat de Michael Mann : un employé du bâtiment
- 1996 : Nash Bridges - Saison 1, épisode 5 : Vincenzo « Vince » Diamond
- 1997 : The Practice : Bobby Donnell et Associés (The Practice) - Saison 2, épisode 9 : Sam Feldberg
- 1998 : Ni dieux ni démons (Gods and Monsters) de Bill Condon : George Cukor
- 1998 : X-Files : Aux frontières du réel (The X-Files) - Saison 5, épisode 20 : Shooter
- 1998 : The Naked Man de J. Todd Anderson : Sonny
- 2000 : Air Bud 3 (Air Bud: World Pup) : Snerbert
- 2000 : Shadows (court-métrage) de Mitch Levine : Benjamin
- 2000 : Ali - Un héros, une légende (Ali: An American Hero) (TV) de Leon Ichaso : Angelo Dundee
- 2001 : Le Tailleur de Panama (The Tailor of Panama) de John Boorman : Teddy, un reporter